# Monte Canda
Il monte Canda (1158 m) è un'altura dell'alto Appennino tosco-romagnolo, facente parte, insieme col Monte Oggioli (1290 m) e col colle di Canda (901 m), del valico appenninico denominato Passo della Raticosa, in provincia di Firenze.
Il monte Canda occupa la parte orientale del complesso del Passo della Raticosa e si erge imponente sulla ripida valle del piccolo corso d'acqua che vi nasce, il torrente Idice, che diventerà poi un importante corso d'acqua della provincia di Bologna e di Ferrara, nonché uno dei principali affluenti del fiume Reno.